# 유전체 프로젝트

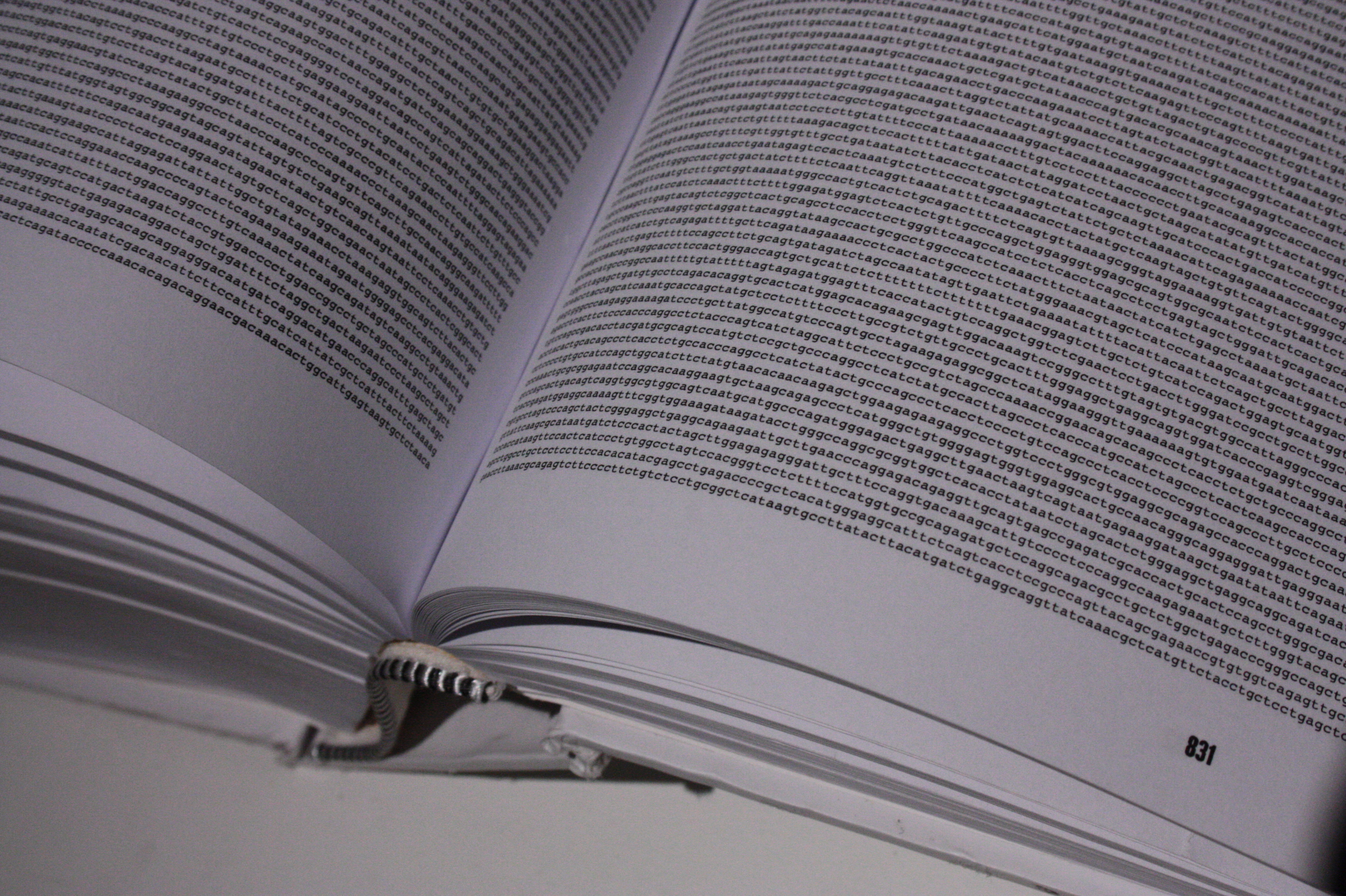
인쇄했을 때 인간 게놈의 서열은 약 100권의 대형 서적을 채운다.

유전체 프로젝트(Genome project)는 특정한 종의 게놈을 알아내는 프로젝트이다. 인간 유전체 프로젝트를 비롯하여 침팬지 유전체 프로젝트등 여러 게놈 프로젝트가 진행되었다.

## 같이 보기
- 모델 생물
- 미국 국립생물공학정보센터